# 长伞红柴胡
长伞红柴胡（学名：Bupleurum scorzonerifolium f. longiradiatum）为伞形科柴胡属红柴胡下的一个变型。分布在中国大陆的辽宁、青海、河北等地，目前尚未由人工引种栽培。

## 扩展阅读
- 維基物種上的相關：长伞红柴胡